# Voleibol de praia nos Jogos Pan-Americanos de 2023 - Masculino
O torneio masculino de voleibol de praia nos Jogos Pan-Americanos de 2023 ocorreu entre 21 e 27 de outubro, no Centro de Vóleibol Playa, em Peñalolén.

## Medalhistas
| Ouro   | BRA André Stein e George Wanderley  |
| Prata  | CUB Jorge Alayo e Noslen Díaz       |
| Bronze | CHI Marco Grimalt e Esteban Grimalt |

## Primeira fase
|  | Duplas classificadas às quartas de final |
|  | Duplas classificadas às oitavas de final |
|  | Duplas disputam as posições inferiores   |

Todas as partidas seguem o fuso horário local (UTC−3).

### Grupo A
|     |                       |     | Jogos | Jogos | Jogos | Sets | Sets | Sets  | Pontos | Pontos | Pontos |
| Pos | Equipe                | Pts | T     | V     | D     | V    | P    | R     | V      | P      | R      |
| --- | --------------------- | --- | ----- | ----- | ----- | ---- | ---- | ----- | ------ | ------ | ------ |
| 1   | CHI Marco–Esteban     | 6   | 3     | 3     | 0     | 6    | 0    | MAX   | 126    | 94     | 1.340  |
| 2   | MEX Virgen–Sarabia    | 6   | 3     | 3     | 0     | 6    | 1    | 6.000 | 139    | 113    | 1.230  |
| 3   | PAR Massare–Melgarejo | 4   | 3     | 1     | 2     | 3    | 4    | 0.750 | 121    | 127    | 0.953  |
| 4   | NCA Mora–López        | 3   | 3     | 0     | 3     | 0    | 6    | 0.000 | 92     | 126    | 0.730  |

| 21 out | 18:00 | MEX Virgen–Sarabia    | 2–1 | PAR Massare–Melgarejo | 19-21, 21-14, 15-13 | Relatório |
| 21 out | 20:00 | CHI Marco–Esteban     | 2–0 | NCA Mora–López        | 21-13, 21-17        | Relatório |
| 22 out | 18:00 | MEX Virgen–Sarabia    | 2–0 | NCA Mora–López        | 21-15, 21-17        | Relatório |
| 22 out | 20:00 | CHI Marco–Esteban     | 2–0 | PAR Massare–Melgarejo | 21-18, 21-13        | Relatório |
| 23 out | 18:00 | PAR Massare–Melgarejo | 2–0 | NCA Mora–López        | 21-13, 21-17        | Relatório |
| 23 out | 20:00 | CHI Marco–Esteban     | 2–0 | MEX Virgen–Sarabia    | 21-17, 21-16        | Relatório |

### Grupo B
|     |                       |     | Jogos | Jogos | Jogos | Sets | Sets | Sets  | Pontos | Pontos | Pontos |
| Pos | Equipe                | Pts | T     | V     | D     | V    | P    | R     | V      | P      | R      |
| --- | --------------------- | --- | ----- | ----- | ----- | ---- | ---- | ----- | ------ | ------ | ------ |
| 1   | USA Smith–Weber       | 6   | 3     | 3     | 0     | 6    | 2    | 3.000 | 151    | 125    | 1.208  |
| 2   | URU Hannibal–Llambiás | 5   | 3     | 2     | 1     | 5    | 1    | 5.000 | 135    | 119    | 1.134  |
| 3   | BOL Calvo–Salvatierra | 4   | 3     | 1     | 2     | 2    | 4    | 0.500 | 109    | 115    | 0.948  |
| 4   | EAI Blanco–García     | 3   | 3     | 0     | 3     | 1    | 6    | 0.167 | 102    | 138    | 0.739  |

| 21 out | 13:00 | USA Smith–Weber       | 2–0 | BOL Calvo–Salvatierra | 21-15, 21-15        | Relatório |
| 21 out | 14:00 | URU Hannibal–Llambiás | 2–0 | EAI Blanco–García     | 21-14, 21-13        | Relatório |
| 22 out | 13:00 | USA Smith–Weber       | 2–1 | EAI Blanco–García     | 21-15, 18-21, 15-10 | Relatório |
| 22 out | 14:00 | URU Hannibal–Llambiás | 2–0 | BOL Calvo–Salvatierra | 21-16, 23-21        | Relatório |
| 23 out | 13:00 | USA Smith–Weber       | 2–1 | URU Hannibal–Llambiás | 21-16, 19-21, 15-12 | Relatório |
| 23 out | 14:00 | EAI Blanco–García     | 0–2 | BOL Calvo–Salvatierra | 15-21, 14-21        | Relatório |

### Grupo C
|     |                     |     | Jogos | Jogos | Jogos | Sets | Sets | Sets  | Pontos | Pontos | Pontos |
| Pos | Equipe              | Pts | T     | V     | D     | V    | P    | R     | V      | P      | R      |
| --- | ------------------- | --- | ----- | ----- | ----- | ---- | ---- | ----- | ------ | ------ | ------ |
| 1   | CUB Alayo–Díaz      | 6   | 3     | 3     | 0     | 6    | 1    | 6.000 | 138    | 92     | 1.500  |
| 2   | BRA Stein–Wanderley | 5   | 3     | 2     | 1     | 5    | 2    | 2.500 | 129    | 99     | 1.303  |
| 3   | COL Murray–Noriega  | 4   | 3     | 1     | 2     | 2    | 4    | 0.500 | 97     | 118    | 0.822  |
| 4   | ESA Flores–Armando  | 3   | 3     | 0     | 3     | 0    | 6    | 0.000 | 79     | 126    | 0.627  |

| 21 out | 18:30 | BRA Stein–Wanderley | 2–0 | ESA Flores–Armando | 21-7, 21-13        | Relatório |
| 21 out | 19:30 | CUB Alayo–Díaz      | 2–0 | COL Murray–Noriega | 21-8, 21-14        | Relatório |
| 22 out | 18:30 | BRA Stein–Wanderley | 2–0 | COL Murray–Noriega | 21-15, 21-10       | Relatório |
| 22 out | 19:30 | CUB Alayo–Díaz      | 2–0 | ESA Flores–Armando | 21-13, 21-12       | Relatório |
| 23 out | 18:30 | BRA Stein–Wanderley | 1–2 | CUB Alayo–Díaz     | 16-21, 21-18, 8-15 | Relatório |
| 23 out | 19:30 | COL Murray–Noriega  | 2–0 | ESA Flores–Armando | 21-16, 21-18       | Relatório |

### Grupo D
|     |                     |     | Jogos | Jogos | Jogos | Sets | Sets | Sets  | Pontos | Pontos | Pontos |
| Pos | Equipe              | Pts | T     | V     | D     | V    | P    | R     | V      | P      | R      |
| --- | ------------------- | --- | ----- | ----- | ----- | ---- | ---- | ----- | ------ | ------ | ------ |
| 1   | ARG Tomás–Nicolás   | 6   | 3     | 3     | 0     | 6    | 0    | MAX   | 126    | 79     | 1.595  |
| 2   | ECU León–Tenorio    | 5   | 3     | 2     | 1     | 4    | 2    | 2.000 | 115    | 113    | 1.018  |
| 3   | CAN MacNeil–Russell | 4   | 3     | 1     | 2     | 2    | 4    | 0.500 | 106    | 110    | 0.964  |
| 4   | CRC Varela–Dyner    | 3   | 3     | 0     | 3     | 0    | 6    | 0.000 | 81     | 126    | 0.643  |

| 21 out | 12:30 | CAN MacNeil–Russell | 0–2 | ECU León–Tenorio  | 18-21, 20-22 | Relatório |
| 21 out | 13:30 | ARG Tomás–Nicolás   | 2–0 | CRC Varela–Dyner  | 21-11, 21-12 | Relatório |
| 22 out | 12:30 | CAN MacNeil–Russell | 2–0 | CRC Varela–Dyner  | 21-11, 21-14 | Relatório |
| 22 out | 13:30 | ARG Tomás–Nicolás   | 2–0 | ECU León–Tenorio  | 21-17, 21-13 | Relatório |
| 23 out | 12:30 | CAN MacNeil–Russell | 0–2 | ARG Tomás–Nicolás | 14-21, 12-21 | Relatório |
| 23 out | 13:30 | CRC Varela–Dyner    | 0–2 | ECU León–Tenorio  | 19-21, 14-21 | Relatório |

## Fase eliminatória

### Oitavas de final
| 24 out | 13:00 | URU Hannibal–Llambiás | 0–2 | CAN MacNeil–Russell   | 14-21, 16-21 | Relatório |
| 24 out | 14:00 | BRA Stein–Wanderley   | 2–0 | PAR Massare–Melgarejo | 21-14, 21-14 | Relatório |
| 24 out | 18:00 | ECU León–Tenorio      | 2–0 | BOL Calvo–Salvatierra | 23-21, 21-10 | Relatório |
| 24 out | 19:00 | COL Murray–Noriega    | 0–2 | MEX Virgen–Sarabia    | 21-23, 19-21 | Relatório |

### Quartas de final
| 25 out | 13:00 | CUB Alayo–Díaz    | 2–0 | ECU León–Tenorio    | 21-19, 21-16        | Relatório |
| 25 out | 14:00 | USA Smith–Weber   | 2–0 | MEX Virgen–Sarabia  | 21-18, 21-15        | Relatório |
| 25 out | 18:00 | ARG Tomás–Nicolás | 1–2 | BRA Stein–Wanderley | 17-21, 21-15, 15-17 | Relatório |
| 25 out | 20:00 | CHI Marco–Esteban | 2–0 | CAN MacNeil–Russell | 23-21, 21-18        | Relatório |

### Semifinais
| 26 out | 19:00 | CUB Alayo–Díaz    | 2–0 | USA Smith–Weber     | 21-15, 21-13 | Relatório |
| 26 out | 20:00 | CHI Marco–Esteban | 0–2 | BRA Stein–Wanderley | 13-21, 17-21 | Relatório |

### Disputa pelo bronze
| 27 out | 17:00 | USA Smith–Weber | 1–2 | CHI Marco–Esteban | 14-21, 21-18, 12-15 | Relatório |

### Final
| 27 out | 19:00 | CUB Alayo–Díaz | 1–2 | BRA Stein–Wanderley | 12-21, 21-19, 13-15 | Relatório |

## Rodadas de classificação

### Classificatória 5.º-8.° lugar
| 26 out | 13:00 | CAN MacNeil–Russell | 2–0 | ARG Tomás–Nicolás  | 21-15, 21-17        | Relatório |
| 26 out | 14:00 | ECU León–Tenorio    | 1–2 | MEX Virgen–Sarabia | 14-21, 21-16, 14-16 | Relatório |

### Disputa do 7.º lugar
| 27 out | 12:00 | ARG Tomás–Nicolás | 0–2 (w/o) | ECU León–Tenorio | 0-21, 0-21 | Relatório |

### Disputa do 5.º lugar
| 27 out | 13:00 | CAN MacNeil–Russell | 2–0 (w/o) | MEX Virgen–Sarabia | 21-0, 21-0 | Relatório |

### Classificatória 9.º-12.° lugar
| 25 out | 12:30 | URU Hannibal–Llambiás | 2–1 | PAR Massare–Melgarejo | 21-23, 18-21, 15-10 | Relatório |
| 25 out | 13:30 | BOL Calvo–Salvatierra | 1–2 | COL Murray–Noriega    | 21-19, 15-21, 10-15 | Relatório |

### Disputa do 11.º lugar
| 26 out | 12:30 | PAR Massare–Melgarejo | 2–0 | BOL Calvo–Salvatierra | 21-14, 22-20 | Relatório |

### Disputa do 9.º lugar
| 26 out | 13:30 | URU Hannibal–Llambiás | 2–1 | COL Murray–Noriega | 15-21, 25-23, 15-12 | Relatório |

### Classificatória 13.º-16.° lugar
| 24 out | 12:30 | CRC Varela–Dyner  | 0–2 | NCA Mora–López     | 12-21, 17-21 | Relatório |
| 24 out | 13:30 | EAI Blanco–García | 0–2 | ESA Flores–Armando | 18-21, 18-21 | Relatório |

### Disputa do 15.º lugar
| 25 out | 18:30 | CRC Varela–Dyner | 0–2 | EAI Blanco–García | 15-21, 12-21 | Relatório |

### Disputa do 13.º lugar
| 25 out | 20:00 | NCA Mora–López | 2–1 | ESA Flores–Armando | 24-26, 21-14, 15-7 | Relatório |

## Classificação final
| Pos.              | Dupla                                   | Campanha (V–D) |
| ----------------- | --------------------------------------- | -------------- |
| Medalha de ouro   | BRA André Stein–George Wanderley        | 6–1            |
| Medalha de prata  | CUB Jorge Alayo–Noslen Díaz             | 5–1            |
| Medalha de bronze | CHI Marco Grimalt–Esteban Grimalt       | 5–1            |
| 4                 | USA Hagen Smith–Logan Webber            | 5–1            |
| 5                 | CAN Jake MacNeil–Alex Russell           | 4–2            |
| 6                 | MEX Juan Virgen–Miguel Sarabia          | 5–1            |
| 7                 | ECU Danny León-Marcos Tenorio           | 4–3            |
| 8                 | ARG Tomás Capogrosso–Nicolás Capogrosso | 3–3            |
| 9                 | URU Hans Hannibal–Nicolás Llambiás      | 3–3            |
| 10                | COL Andrés Murray–Juan Carlos Noriega   | 2–3            |
| 11                | PAR Giuliano Massare–Gonzalo Melgarejo  | 2–2            |
| 12                | BOL Luis Calvo–Ruddy Salvatierra        | 1–4            |
| 13                | NCA Rubén Mora–Danny López              | 2–3            |
| 14                | ESA Franklin Flores–Armando Guatemala   | 1–4            |
| 15                | EAI Andy Blanco–Luis García             | 1–4            |
| 16                | CRC Jhostin Varela–Daniel Dyner         | 0–5            |